# Saint-Jean-des-Échelles
 Saint-Jean-des-Échelles  es una población y comuna francesa, situada en la región de Países del Loira, departamento de Sarthe, en el distrito de Mamers y cantón de Montmirail (Sarthe).

## Demografía
| 319 | 270 | 252 | 203 | 230 | 233 |
| Para los censos de 1962 a 1999 la población legal corresponde a la población sin duplicidades (Fuente: INSEE [Consultar]) |     |     |     |     |     |